# Primera División Uruguaya 1948
Il campionato era formato da dieci squadre e non venne completato per via di uno scioperodei calciatori.

## Classifica finale
| Pos. | Squadra              | G  | V | N | P | GF | GS | Punti |
| ---- | -------------------- | -- | - | - | - | -- | -- | ----- |
| 1    | Nacional             | 10 | 8 | 2 | 0 | 29 | 6  | 18    |
| 2    | Peñarol              | 10 | 8 | 1 | 1 | 24 | 9  | 17    |
| 3    | River Plate          | 10 | 5 | 2 | 3 | 20 | 18 | 12    |
| 4    | Rampla Juniors       | 10 | 4 | 2 | 4 | 20 | 16 | 10    |
| 5    | Liverpool            | 10 | 4 | 2 | 4 | 18 | 22 | 10    |
| 6    | Defensor             | 10 | 3 | 3 | 4 | 19 | 21 | 9     |
| 7    | Central              | 10 | 3 | 2 | 5 | 17 | 22 | 8     |
| 8    | Montevideo Wanderers | 10 | 2 | 2 | 6 | 17 | 25 | 6     |
| 9    | Danubio              | 10 | 0 | 5 | 5 | 14 | 25 | 5     |
| 10   | Cerro                | 10 | 1 | 3 | 6 | 12 | 26 | 5     |

G = Partite giocate; V = Vittorie; N = Nulle/Pareggi; P = Perse; GF = Goal fatti; GS = Goal subiti; 

## Classifica marcatori
| Gol |  |  | Giocatore    | Squadra |
| --- |  |  | ------------ | ------- |
| 8   |  |  | Oscar Míguez | Peñarol |